# تشارلي كورسمو
تشارلي كورسمو (بالإنجليزية: Charlie Korsmo) هو محامي وممثل أمريكي، ولد في 20 يوليو 1978 بفارغو في الولايات المتحدة.

## أعمال

### أفلام
- (1990) ديك تريسي[5][6][7]
- (1991) هوك الانتقام من الكابتن هوك[8][9][10]

## وصلات خارجية
- تشارلي كورسمو على موقع IMDb (الإنجليزية)
- تشارلي كورسمو على موقع ألو سيني (الفرنسية)
- تشارلي كورسمو على موقع أول موفي (الإنجليزية)
- تشارلي كورسمو على موقع قاعدة بيانات الأفلام السويدية (السويدية)
- تشارلي كورسمو على موقع قاعدة بيانات الفيلم (الإنجليزية)
- تشارلي كورسمو على موقع كينوبويسك (الروسية)